# 千葉県道158号君津青堀線
千葉県道158号君津青堀線（ちばけんどう158ごう きみつあおほりせん）は、千葉県君津市と富津市を結ぶ一般県道。国道127号と国道16号をほぼ東西に結ぶルートであり、君津市内においては市街地の中を縫う幹線道路の一部を構成する。

## 路線データ
- 起点：君津市法木作・外箕輪 外箕輪交差点（国道127号・千葉県道164号荻作君津線交点・北緯35度19分6.4秒 東経139度55分35.5秒）
- 終点：富津市西川 西川交差点（国道16号交点・北緯35度19分8秒 東経139度50分11.3秒）
- 総延長：9.941 km（君津土木事務所管内：9.941 km[1]）
- 重用延長：0.156 km（君津土木事務所管内：0.156 km）
- 実延長：9.785 km（君津土木事務所管内：9.785 km[1]）
- 認定年月日：1955年（昭和30年）3月4日
- Google マップ

## 路線状況

### 通称
- いやさか通り（君津市役所周辺）

### 重複区間
- 千葉県道159号君津大貫線（久保・南久保・台 - 下湯江）
- 千葉県道157号大貫青堀線（下飯野）

### 道路施設
- 釜神橋（小糸川、君津市中野 - 同市貞元）北緯35度19分30.7秒 東経139度53分44秒
- 新地橋（梅田川・北緯35度19分17.4秒 東経139度53分29.1秒）

## 地理

### 通過する自治体
- 千葉県
  - 君津市 - 富津市

### 交差する道路

#### 千葉県君津市
- 国道127号・千葉県道164号荻作君津線（外箕輪交差点）
- 千葉県道159号君津大貫線（久保・南久保・台）北緯35度19分45秒 東経139度53分59秒
- 千葉県道225号君津停車場線（久保・台・中野）北緯35度19分45.4秒 東経139度53分50.7秒
- 千葉県道159号君津大貫線（下湯江）北緯35度19分13秒 東経139度53分25.5秒

#### 千葉県富津市
- 千葉県道157号大貫青堀線（下飯野）北緯35度19分0.6秒 東経139度51分28.8秒
- 千葉県道157号大貫青堀線（下飯野）北緯35度18分57秒 東経139度51分26秒
- 内房線北緯35度18分55.7秒 東経139度51分1.4秒
- 国道16号（西川交差点）

### 沿線の主な施設
- 君津市消防本部
- 君津市立君津中学校
- 君津郵便局
- 君津警察署
- 君津市役所
- 君津市立周西南中学校
- 君津モータースクール
- 飯野陣屋跡
- 富津市立飯野小学校